# Onze-Lieve-Vrouw-van-Altijddurende-Bijstandkapel (Velden)
De Onze-Lieve-Vrouw-van-Altijddurende-Bijstandkapel is een kapel in Schandelo bij Velden in de Nederlandse gemeente Venlo. De kapel staat te Schandelo 33 ten noordoosten van het dorp Velden.
Op ruim 500 meter naar het zuidoosten staat de Sint-Jozefkapel van Schandelo.
De kapel is gewijd aan de heilige Maria, specifiek aan Onze-Lieve-Vrouw van Altijddurende Bijstand. De kapel staat onder een grote lindeboom.

## Geschiedenis
Waarschijnlijk vanaf 1428 bevond zich op deze plek reeds een kapel, waarin een Mariabeeldje stond en een schilderij van de heiligen Antonius van Egypte en Andreas. In 1439 werd het Sint-Sebastianusgilde opgericht en daarvan waren deze drie heilige de schutspatronen.
In 1929 brak men de vervallen kapel af en bouwde men een nieuwe versie van de kapel. In 1930 zegende de pastoor de nieuwe kapel in.

## Gebouw
De rode bakstenen kapel is opgetrokken op een rechthoekig plattegrond en wordt gedekt door een verzonken zadeldak met pannen. De frontgevel en achtergevel zijn een topgevel met verbrede aanzet en schouderstukken met zuiltjes boven de gevel uitsteken op de vier hoeken en de geveltoppen. Op het middelste zuiltje van de frontgevel staat een sierlijk smeedijzeren kruis. In de frontgevel bevindt zich de toegang van de kapel die wordt afgesloten met een halfhoog spijlenhek.
Van binnen is de kapel wit gepleisterd. Tegen de achterwand is het altaar gemetseld waarboven een goud geschilderd hekwerk geplaatst is. In de achterwand boven het altaar bevinden zich drie spitsboogvormige nissen. In de middelste (grootste) nis hangt een icoon van Onze-Lieve-Vrouw van Altijddurende Bijstand. In de linkernis staat een beeld van de heilige Andreas die de heilige toont met een baar, leunend op een andreaskruis. In de rechternis staat een beeld van de heilige Antonius van Egypte die de heilige toont met baard, vergezeld van zijn attributen: een gesloten boek en een varken.